# Been Around the World
Been Around the World is een nummer van de Amerikaanse rapper Puff Daddy, in samenwerking met de Amerikaanse rappers The Notorious B.I.G. en Ma$e.
De melodie van het nummer is gesampled uit "Let's Dance" van David Bowie, terwijl het refrein gesampled is uit "All Around the World" van Lisa Stansfield. "Been Around the World" werd in Noord-Amerika een grote hit. Het haalde de 2e positie in de Amerikaanse Billboard Hot 100. In Europa werd het nummer een klein hitje. In de Nederlandse Top 40 behaalde het een bescheiden 22e positie, en in de Vlaamse Ultratop 50 de 30e.